# Peter Fox (muzikant)

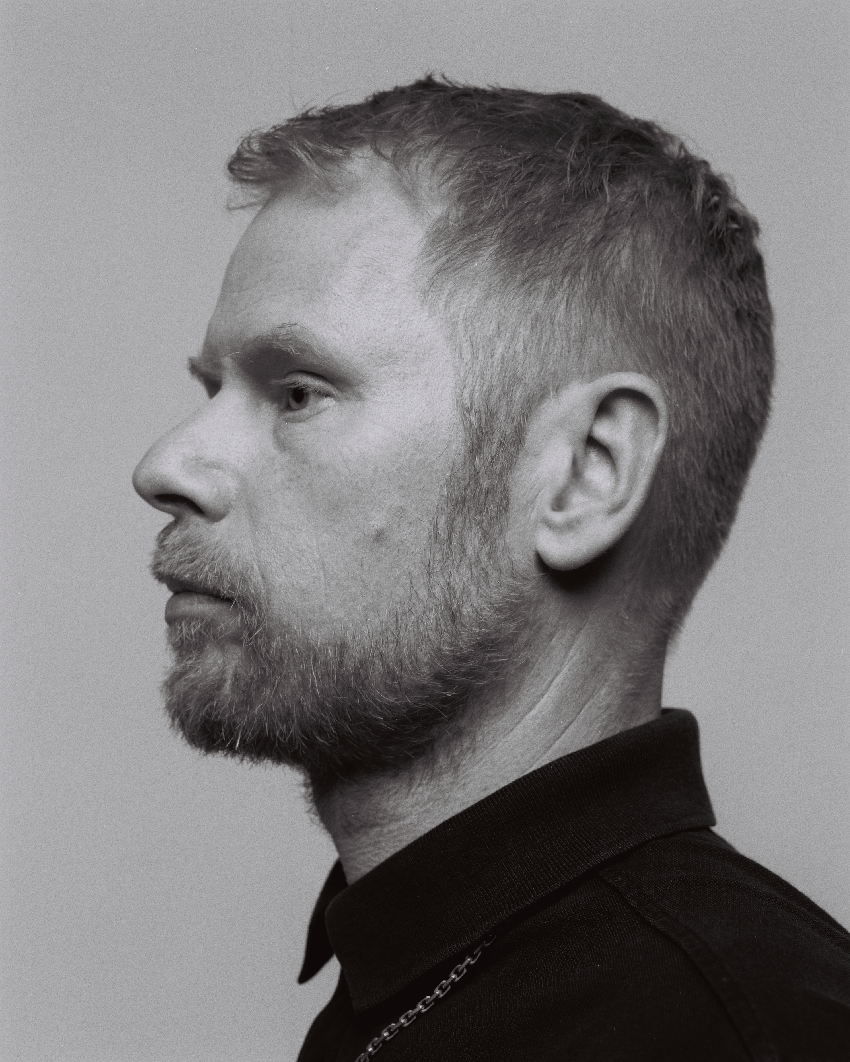
Peter Fox in 2020

Peter Fox (alias Enuff, alias Pete Fox, burgerlijke naam Pierre Baigorry) (West-Berlijn, 3 september 1971) is een Duitse reggae/hiphop-zanger en een van de inmiddels twee frontmannen van de Duitse reggaedancehallgroep Seeed (nadat in 2018 zanger Demba Nabé overleed).

## Solocarrière
Behalve bij Seeed werkt Peter Fox sinds 2007 ook aan een solocarrière. Zijn eerste album kwam op 26 september 2008 uit en draagt de titel Stadtaffe. Op dit geheel Duitstalige album kreeg hij de hulp van twee drummers (die verantwoordelijk waren voor de beats) en het Duitse filmorkest Babelsberg, dat melodieën, riffs en harmonische klanken aan het album meegaf. Al op 1 november 2007 was het nummer Fieber, dat Peter Fox samen met K.I.Z. zong, als voorproef van zijn MySpace-site uitgegeven. De eerste single, Alles neu, verscheen op 15 augustus 2008. De tweede single van het album, Haus am See, werd op 17 oktober van datzelfde jaar uitgebracht. In Duitsland werd het album uitgeroepen tot 'Album van het Jaar' editie 2008.
Fox gaf ook enkele gastoptredens bij andere artiesten, zoals in de nummers Marry Me van Miss Platnum en Rodeo van Sido.
Op 29 mei 2009 werd het nummer Haus am See tot Megahit uitgeroepen bij 3FM, een doorbraak in Nederland.
In juli 2009 gaf Fox aan zijn solocarrière te beëindigen, in oktober 2022 bracht hij echter het nummer Zukunft Pink uit en maart 2023 volgden de nummers Vergessen wie en Weisse Fahnen.

## Begeleidende band
Cold Steel Drums uit de Verenigde Staten van Amerika begeleidt Peter Fox in onder andere ‘Alles neu’ en ‘Haus am See’. In de winter van 2008 gingen ze mee op tournee met Peter Fox, hetgeen in 2009 een vervolg kreeg met de Stadtaffe-tournee in de lente en zomer van 2009. Deze Drumline, die sinds 1985 bestaat, is onderdeel van de North Carolina A&T University Marching Machine. Cold Steel Drums bestaat uit section leader Harvey Thompson, een geboren New Yorker die in 2006 voor zijn studie naar North Carolina kwam, Keon Galloway, Justin Campbell en James Bass.

## Discografie

### Albums
| Album met eventuele hitnotering(en) in de Nederlandse Album Top 100 | Datum van verschijnen | Datum van binnenkomst | Hoogste positie | Aantal weken | Opmerkingen |
| ------------------------------------------------------------------- | --------------------- | --------------------- | --------------- | ------------ | ----------- |
| Stadtaffe                                                           | 2008                  | 20-06-2009            | 10              | 18           |             |

| Album met hitnotering(en) in de Vlaamse Ultratop 200 albums | Datum van verschijnen | Datum van binnenkomst | Hoogste positie | Aantal weken | Opmerkingen |
| ----------------------------------------------------------- | --------------------- | --------------------- | --------------- | ------------ | ----------- |
| Stadtaffe                                                   | 2008                  | 04-07-2009            | 13              | 14           |             |

### Singles
| Single met eventuele hitnotering(en) in de Nederlandse Top 40 | Datum van verschijnen | Datum van binnenkomst | Hoogste positie | Aantal weken | Opmerkingen |
| ------------------------------------------------------------- | --------------------- | --------------------- | --------------- | ------------ | ----------- |
| Haus am See                                                   | 2008                  | 13-06-2009            | 17              | 13           |             |

| Single met hitnotering(en) in de Vlaamse Ultratop 50 | Datum van verschijnen | Datum van binnenkomst | Hoogste positie | Aantal weken | Opmerkingen |
| ---------------------------------------------------- | --------------------- | --------------------- | --------------- | ------------ | ----------- |
| Haus am See                                          | 2008                  | 20-06-2009            | 8               | 14           |             |

### NPO Radio 2 Top 2000
| Nummer met noteringen in de NPO Radio 2 Top 2000 | '09  | '10  | '11 | '12 | '13 | '14 | '15 | '16 | '17 | '18 | '19 | '20 | '21 | '22 | '23 | '24 |
| ------------------------------------------------ | ---- | ---- | --- | --- | --- | --- | --- | --- | --- | --- | --- | --- | --- | --- | --- | --- |
| Haus am See                                      | 1730 | 1163 | 284 | 194 | 184 | 214 | 199 | 279 | 287 | 276 | 329 | 317 | 319 | 299 | 318 | 246 |

1. ↑  Een vetgedrukt getal geeft de hoogste notering aan.
2. ↑  2009 was het eerste jaar met een notering voor dit nummer.

## Prijzen
- 1 Live Krone: 2008 voor het Beste Album (Stadtaffe)
- Echo: 2009 in de categorie: hip - hop/ Urbane
- Echo: 2009 Pers Prijs
- Echo: 2009 in de categorie: producent van het jaar
- European Border Breakers Award: 2010